# 野口病院管理棟
野口病院管理棟（のぐちびょういんかんりとう）は、大分県別府市野口中町にある大正時代に建てられた洋風建築である。1996年（平成8年）12月20日に国の登録有形文化財に登録されている。

## 建築概要
1922年（大正11年）に建てられたもので、木造モルタル2階建・洋瓦葺。建築面積は563m2。
東側ファサードは、四角錐の赤色の尖塔屋根を持つ玄関部分を中心として、その両翼に左右対称に半切妻（ドイツ屋根）洋瓦葺の屋根が延びて中庭を取り囲む。壁面は、灰色のモルタル・スペイン壁を基調とし、最上部をハーフティンバーとして軸組の間の壁を白漆喰で仕上げている。

## 沿革
野口病院の創設者である野口雄三郎は、バセドウ病の世界的権威であり、1914年（大正3年）から福岡県の公立若松病院の院長を勤めていた。1920年（大正9年）にバセドウ病の専門病院を設立しようと候補地を探していたところ、帝都復興院副総裁であった松木幹一郎らが野口を東京に招くべく用地選定等の準備を進め、病院は東京に開設する方向で話は動いていた。しかし、福岡県出身の実業家で石炭王ともいわれた佐藤慶太郎が、主治医であった野口を九州にとどめ置くために、20万円を投じて別府市にこの建物を建設。野口は1922年（大正11年）7月に野口病院を開設した。
この建物は、野口病院の開院以来、戦後の一時期進駐軍に接収されたほかは、1970年（昭和45年）まで長きにわたって本館として用いられた。1986年（昭和61年）には管理棟として再生・利用するため大規模な改修を行い、外観はできる限り創立当時に近くなるよう復元され、以降、管理棟として現役で使用されてきた。このような経緯もあって、医療法人野口病院ではこの建物を野口病院旧本館と呼んでいる。
なお、野口病院は2013年（平成25年）5月1日に別府市青山町に新築移転している。

## アクセス
- JR九州日豊本線別府駅から徒歩5分[6]
- 現在も病院の管理棟として利用されているため、見学は外観のみ可能である[7]。